# Camera dei rappresentanti delle Isole Marianne Settentrionali
La Camera dei rappresentanti delle Isole Marianne Settentrionali (in inglese House of Representatives of the Northern Mariana Islands) è la camera bassa delle Legislatura delle Isole Marianne Settentrionali che, assieme al Senato, forma il ramo legislativo del territorio.
Essa è composta da 20 membri eletti per un mandato biennale.

## Composizione
Per le elezioni dei membri della Camera, il territorio è diviso in 7 distretti rappresentativi, ognuno dei quali avente un peso diverso (da 1 a 6 seggi).